# Hen ad vejen (dokumentarfilm fra 1975)
Hen ad vejen er en dansk dokumentarfilm fra 1975 instrueret af Mogens Petersen efter eget manuskript.

## Handling
Kampagnefilm om vigepligtsreglerne udsendt af Rådet for større færdselssikkerhed.

## Medvirkende
- Jørgen Buckhøj